# Čuvaši
Čuvaši (čuvaško чăваш, mn. чăвашсе́м, rusko чуваши, Čuvaši) so turška etnična skupina, prvotno naseljena od porečja Volge do Sibirije. Večina Čuvašev živi v Republiki Čuvašiji, manjše skupnosti pa po vsej Ruski federaciji. 

## Etimologija
Etimologija besede Čuvaš ni splošno sprejeta, možni pa sta dve razlagi. Po prvi ime izhaja iz turške besede javaş (javaš), ki pomeni prijateljski, miroljuben. Njej nasprotna je beseda şarmăs (šarmas) v pomenu bojevit. Druga teorija temelji na imenu klana Tabgah, ustanovitelja dinastije Severni Vei na Kitajskem.

## Zgodovina
Turški predniki čuvaškega ljudstva izvirajo verjetno iz osrednje Sibirije, kjer so najmanj od konca 3. tisočletja pr. n. št. živeli v porečju Irtiša med Tjenšanom in Altajem. Na začetku 1. stoletja n. št. so se začeli pomikati proti zahodu skozi Žetisu in stepe sedanjega Kazahstana. V 2.-3. stoletju so dosegli severni Kavkaz, kjer so ustanovili več držav, med njimi Veliko Bolgarijo ob Črnem morju in Suarsko kneževino v današnjem Dagestanu. 
Velika Bolgarija je po nizu uspešnih napadov Hazarov v 7. stoletju razpadla. Del njenih prebivalcev je pobegnil na sever v porečje Volge in Kame, kjer so ustanovili Volško Bolgarijo. Slednja je izredno obogatela. Njena prestolnica Biljar je bila četrto največje mesto na svetu. Suarska kneževina je kmalu zatem na silo postala hazarski vazal. Približno pol stoletja kasneje so bili Suarji udeleženci arabsko-hazarskih vojn (732–737). Uvedba islama v Volški Bolgariji na začetku 10. stoletja je doletela tudi Čuvaše.
Po propadu Volške Bolgarije med napadom Mongolov leta 1236 je njeno ozemlje pripadlo Zlati hordi. Po njenem razpadu leta 1438 je bil na tem ozemlju ustanovljen Kazanski kanat, v katerega je  bilo vključeno tudi ozemlje  Čuvašev. Njihovo ime se je v ruskih in drugih virih začelo pojavljati v 16. stoletju.
Leta 1552 so Kazanski kanat osvojili Rusi. V naslednjih stoletjih se je na tem ozemlju dogajalo pokristjanjevanje in rusifikacija Čuvašev. Večina Čuvašev je prestopila v pravoslavje, včasih tudi na silo, rusifikacija pa ni uspela. Nekaj Čuvašev je kljub temu še vedno prakticiralo islam.
V 18. in 19. stoletju je ponovno oživela čuvaška kultura. Objavljati so se začela poučna, literarna in jezikovna dela in ustanavljale šole in druge ustanove. V lokalnih šolah sta se začela uporabljati čuvaški jezik in zanj prirejena pisava, ustvarjena leta 1871.
24. junija 1920 je bila ustanovljena Čuvaška avtonomna pokrajina, ki je bila 21. aprila 1925 preimenovana v Čuvaško avtonomno sovjetsko socialistično republiko. Približno takrat je začel nastajati čuvaški nacionalizem, ki so ga sovjetske oblasti poskušale zatreti s spreminjanjem meja republike. Veliko Čuvašev je zaradi tega pripadlo sosednjim republikam in ruskim okrajem. 
Čuvaši so bili v večini sovjetskega obdobja predmet kampanjske rusifikacije in propagande. Čuvaški jezik je izginil iz šol in javnih ustanov. Leta 1989 se je začelo oživljanje čuvaške kulture, delno kot odziv na družbene spremembe v Sovjetski zvezi. Čuvaški jezik je bil kmalu ponovno uveden v šolstvo ter javno in politično življenje. 
Čuvaški jezik in kultura se zdaj poučujeta v šolah v Čuvaški republiki in pokrajinah z večinskim čuvaškim prebivalstvom. Čuvaši drugod po Rusiji imajo na razpolago medije v svojih lokalnih skupnostih.

## Kultura
Čuvaši govorijo čuvaški jezik, ki spada v ogursko vejo turških jezikov in je hkrati edini še živi jezik iz te veje. Na jezik so močno vplivali tatarščina, ruščina in ugrofinski jeziki. Ima dva do tri narečja. Veliko Čuvašev razen čuvaščine uporablja tudi ruščino.
Čuvaši so poleg jezika ohranili tudi nekaj svojih predkrščanskih in predislamskih običajev.

## Religija
Večina Čuvašev prakticira vzhodno pravoslavno vero in pripadajo Ruski pravoslavni cerkvi. Ohranili so nekaj predkrščanskega tengrizma. Vzporedne molitve opravljajo v svetiščih, imenovanih keremet, in žrtvujejo gosi. Eden od glavnih keremetov je v Biljarju.

## Izvor
Z izvorom Čuvašev se ukvarja več nasprotujočih si teorij. Ena od njih trdi, da so nastali z mešanjem sibirskih turških plemen Volške Bolgarije z lokalnimu ugrofinskimi plemeni.
Druga teorija trdi, da bi lahko bili potomci Volških Bolgarov.
Čuvaši so bili podvrženi številnim notranjim in zunanjim vplivom, ne le ruskih in turških ljudstev, temveč tudi sosednjih finskih plemen, s katerimi so se stoletja in vztrajno napačno istovetili. K temu je morda pripomoglo dejstvo, da je čuvaški jezik zelo drugačen od ostalih turških jezikov in ga je bilo zato težko prepoznati. Čuvaščina se skupaj z izumrlo bolgarščino uvršča v ogursko vejo turških jezikov.

## Galerija
- Čuvaši v tradicionalnih oblačilih
- Pokristjanjeni Čuvaši (1870)
- Poročena Čuvaška v oblačilu poročenih žena
- Čuvaški s tradicionalnim pokrivalom poročenih žena
- Čuvaška plesalka
- Čuvaško praznovanje